# Hodovîci, Turiisk
Hodovîci (în ucraineană Годовичі) este un sat în comuna Mîleanovîci din raionul Turiisk, regiunea Volînia, Ucraina.

## Demografie
Componența lingvistică a localității Hodovîci
     Ucraineană (99,17%)
     Alte limbi (0,84%)
Conform recensământului din 2001, majoritatea populației localității Hodovîci era vorbitoare de ucraineană (99,17%), existând în minoritate și vorbitori de alte limbi.